# Josef Ladislav Němec
Josef Ladislav Němec (28. února 1871 Praha – 17. července 1943 Praha) byl český zlatník, šperkař a designér období secese a moderny, a pedagog.

## Biografie
Učil se zlatníkem a stříbrníkem v Praze v závodě svého otce Václava Němce, poté absolvoval Uměleckoprůmyslovou školu. Ve studiích pokračoval v Paříži na École des arts décoratifs,kde se naučil mj. techniky emailu. Pět semestrů studia absolvoval na České technice.
Na tříleté studijní cestě Evropou pobýval V Londýně, Bruselu, Drážďanech a v Antverpách. Roku 1896 se stal učitelem na Pokračovací škole pro zlatníky a příbuzná řemesla, na níž se roku 1903 stal ředitelem. Navrhoval předlohy pro šperkařství, klenotnictví i galanterii.
V roce 1900 se zúčastnil úspěšné účasti Uměleckoprůmyslové školy na Světové výstavě v Paříži, kde žáci, absolventi i pedagogové vytvořili kompletní interiér s výrobky všech vyučovaných uměleckých řemesel, který byl oceněn Zlatou medailí. Od roku 1907 byl řádným pedagogem Uměleckoprůmyslové školy.
V době živnostenské a politické kariéry svého otce Václava Němce 12 let vedl jeho stříbrnický závod a užíval otcův punc s iniciálami V.N v pravoúhlém štítku.
Je pohřben na Olšanských hřbitovech. Jeho syn Vladimír Němec (1900–1948) byl varhaník, regenschori u Panny Marie před Týnem a pedagog na Konzervatoři v Praze.

## Dílo
Navrhoval šperky, příbory, nádobí a vybavení interiérů. Je zastoupen ve sbírkách Uměleckoprůmyslového musea v Praze, Moravské galerie v Brně a dalších.